# 1963 en hockey sur glace

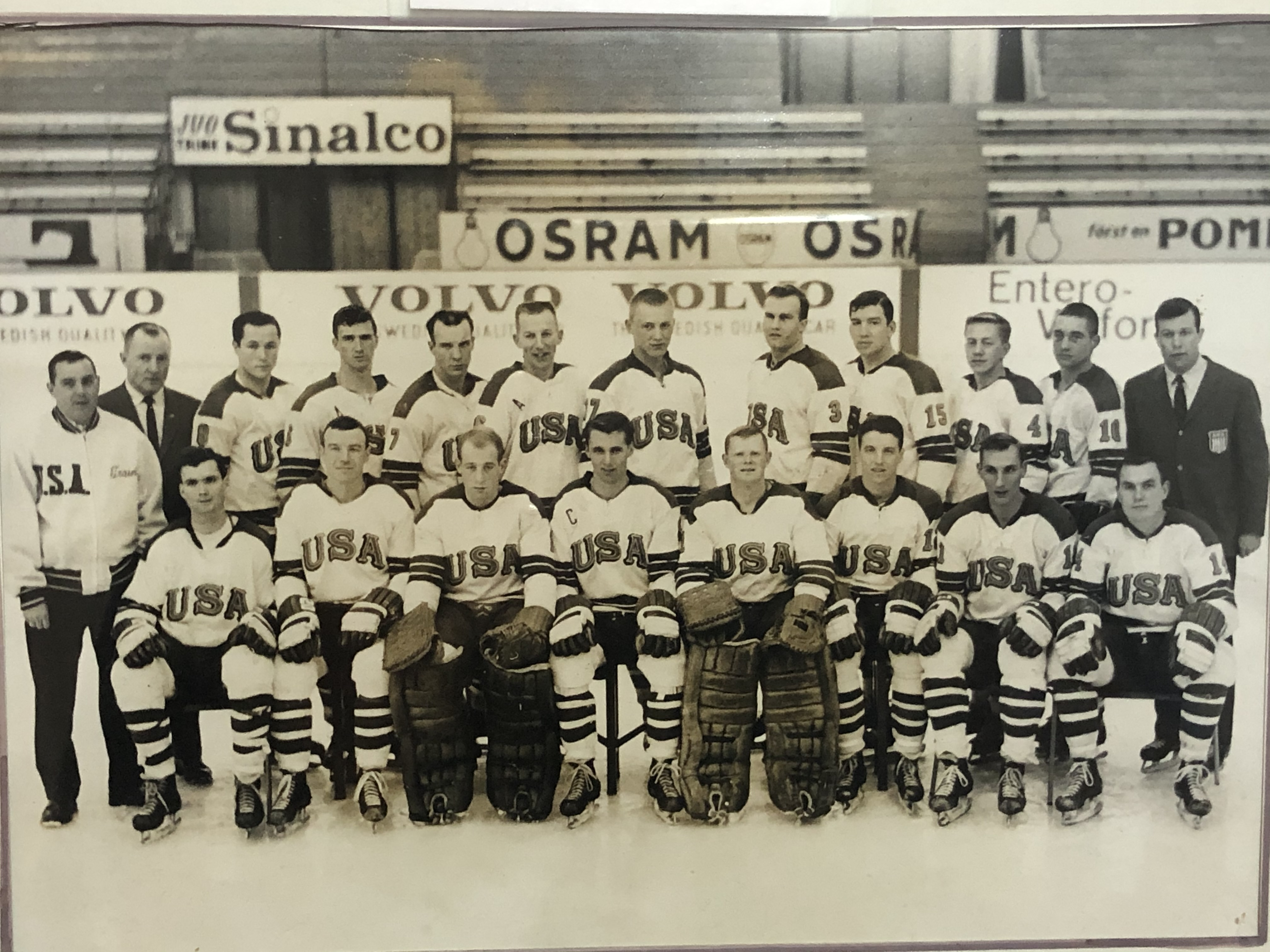
l'équipe nationale des États-Unis d'Amérique de hockey en 1963

Cette page présente les éléments de hockey sur glace de l'année 1963, que ce soit d'un point de vue rencontres internationales ou championnats nationaux. Les grandes dates des différentes compétitions sont données ainsi que les décès de personnalités du hockey mondiale.

## Amérique du Nord

### Ligue nationale de hockey
- Les Maple Leafs de Toronto ont gagné leur seconde Coupe Stanley consécutive en battant  les Red Wings de Détroit sur le score de 4 matchs à 1.

### Ligue américaine de hockey
- Les Bisons de Buffalo remportant la coupe Calder, battant les Bears de Hershey 4 à 3.

### Ligue canadienne de hockey
- Les Oil Kings d'Edmonton remportent la Coupe Memorial face aux Flyers de Niagara Falls.

## Europe

### Compétitions internationales
- Le Spartak Praha Sokolovo remporte la coupe Spengler.

### Allemagne
- 16 juin : fondation de la fédération allemande de hockey sur glace

### France
- Coupe Magnus : 19e titre de champion de France pour le Chamonix Hockey Club.

## International

### Championnats du monde
- 7 mars  : début du 30e championnat du monde, organisé à Stockholm, Suède.
- 16 mars : fin des championnats B et C, remportés respectivement par la Norvège et l'Autriche.
- 17 mars : la défaite des Suédois, pourtant invaincus jusque-là, face à la Tchécoslovaquie, les prive d'un titre mondial qui revient alors à l'URSS. C'est le premier titre d’une série de neuf médailles d’or consécutives pour les soviétiques[1].

## Autres Évènements

### Fondations de club
- Grenoble Métropole Hockey 38 (France).